# Woodland (Devon)
Pour les articles homonymes, voir Woodland.
Woodland est un hameau et une paroisse civile du Devon, situé dans le sud-ouest de l'Angleterre. 